# Delicate and Jumpy
Delicate and Jumpy es el segundo álbum de estudio de Fania All-Stars, y el primero en que Fania Records, comparte créditos con otras disqueras.

## Lista de canciones
Todas las canciones escritas y compuestas por diversos artistas. 
| Cara 1 |                                                                              |                     |          |  |
| N.º    | Título                                                                       | Vocalista principal | Duración |  |
| 1.     | «Desafío (Challenge)» (Gene Page)                                            | Fania All Stars     | 3:34     |  |
| 2.     | «I'll See You Again» (Noël Coward)                                           | Fania All Stars     | 4:47     |  |
| 3.     | «El Himno de Amor (Anthem of Love)»                                          | Fania All Stars     | 4:10     |  |
| 4.     | «You've Lost That Lovin' Feelin'» (Barry Mann / Phil Spector / Cynthia Weil) | Fania All Stars     | 4:29     |  |
| 5.     | «Picadillo» (Tito Puente)                                                    | Fania All Stars     | 5:37     |  |
| 6.     | «Fania All Stars' Cha Cha Cha» (Billy Page)                                  | Fania All Stars     | 4:20     |  |
| 7.     | «Foofer Soofer»                                                              | Fania All Stars     | 4:01     |  |
| 8.     | «Rosemary's Baby»                                                            | Fania All Stars     | 3:53     |  |
| 9.     | «Sabrosa»                                                                    | Fania All Stars     | 3:21     |  |
| 34:54  |                                                                              |                     |          |  |

- Datos: Q18419433